# خوسيه أنطونيو توريس
خوسيه أنطونيو توريس (بالإسبانية: José Antonio Torres)‏ هو مخرج مكسيكي، ولد في 18 يوليو 1973 في مدينة مكسيكو في المكسيك.

## وصلات خارجية
- خوسيه أنطونيو توريس على موقع IMDb (الإنجليزية)
- خوسيه أنطونيو توريس على موقع قاعدة بيانات الفيلم (الإنجليزية)
- خوسيه أنطونيو توريس على موقع كينوبويسك (الروسية)